# Ottomaanse Interregnum
Het Ottomaanse Interregnum (Turks: Fetret Devri) was een periode in het begin van de vijftiende eeuw waarin er chaos heerste in het Ottomaanse Rijk na de gevangenname van Bayezid I door Timoer Lenk in 1402 en zijn dood in 1403. De periode duurde tot 1413 toen Mehmet I Çelebi als overwinnaar uit de strijd kwam, zichzelf uitriep tot sultan en het Rijk herstelde.
Süleyman Çelebi heerste over Noord-Griekenland, Bulgarije en Thracië en zijn broer İsa Çelebi over Griekenland en West-Anatolië. İsa Çelebi werd echter door zijn jongere halfbroer Mehmet Çelebi van de troon gestoten toen Mehmet de hoofdstad Bursa in 1404 veroverde. Süleyman wist toen Zuid-Griekenland over te nemen terwijl Mehmet over Anatolië heerste. Mehmet stuurde uiteindelijk zijn jongere broer Musa met een leger de Bosporus over om Süleyman te verslaan. Musa wist in 1410 in Bulgarije te winnen waarna Süleyman zich naar Griekenland terugtrok.
Musa riep zich toen zelf uit tot sultan van het Ottomaanse Rijk waarop Mehmet woest reageerde en hij stuurde een klein leger naar Gallipoli maar hij werd verslagen. Mehmet besloot een alliantie met het Byzantijnse Rijk te sluiten en drie jaar later stuurde hij een nieuw leger dat Musa bij Kamerlu, Servië wist te verslaan. Het was daarna gemakkelijk om zijn laatste broer van de troon te stoten waarna hij Ottomaans sultan werd.